# Suizidprophylaxe (Zeitschrift)
Suizidprophylaxe – Theorie und Praxis ist eine seit 1974 von der Deutschen Gesellschaft für Suizidprävention (DGS) herausgegebene, im Roderer Verlag in Regensburg vierteljährlich erscheinende Fachzeitschrift. Sie ist zugleich Mitteilungsorgan der DGS und der Österreichischen Gesellschaft zur Suizidprävention.
Die Zeitschrift wird in PSYNDEX und in Expcerpta Medica gelistet.
Mit Ausnahme der jeweils letzten Ausgabe sind alle Artikel online verfügbar.